# Gyrodon pseudolignicola
Gyrodon pseudolignicola är en svampart som först beskrevs av Neda, och fick sitt nu gällande namn av Har. Takah. 1992. Gyrodon pseudolignicola ingår i släktet Gyrodon och familjen Paxillaceae.   Inga underarter finns listade i Catalogue of Life.